# Сарычев, Алексей Николаевич
Алексей Николаевич Сарычев (род. 28 марта 1956, Алтайский край) — российский политик. депутат Государственной Думы I созыва.

## Биография
Русский. Работать начал плотником-бетонщиком. После срочной службы в советской армии поступил на юридический факультет Алтайского государственного университета. По окончании работал народным судьёй.
1990—1993 гг. — зам. начальника управления юстиции Алтайского края, депутат Алтайского краевого совета, сооснователь «Депутатского клуба» внутри совета, группы демократически настроенных депутатов.
В дни августовского путча встал на сторону Президента РСФСР Бориса Ельцина и зачитал во время телевизионного эфира его указ, объявляющий создание ГКЧП антиконституционным.
В 1993 году баллотировался на выборах в Государственную думу I созыва от избирательного блока Гавриила Попова и Анатолия Собчака «Российское движение демократических реформ».
1993—1995 гг. — депутат Государственной думы по Барнаульскому округу № 35 (получил на выборах 23,75% голосов). Вошёл во фракцию Егора Гайдара «Выбор России», был членом Комитета по безопасности, председателем подкомитета по законодательству в сфере безопасности личности и чрезвычайным ситуациям. В 1995 и 2003 годах безуспешно пытался избраться в Государственную думу.
1995—1997 гг. — министерство юстиции РФ, начальник управления, затем первый заместителем руководителя Департамента гражданского законодательства.
1998—2000 гг. — доцент Алтайской Академии экономики и права, руководитель краевого избирательного штаба «Союза правых сил».
2001—2002 гг. — советник аппарата Правительства РФ.
2004—2005 гг. —  вице-президент Института независимой экспертизы и права.
Государственный советник юстиции 2 класса.
До 2005 года был вице-губернатором Алтайского края в администрации Михаила Евдокимова.
В 2014 году выдвинул свою кандидатуру на пост Губернатора Алтайского края, будучи членом «Гражданской инициативы», но в июле прекратил ведение избирательной кампании.
В 2018 году презентовал книгу о политиках и российской политике 1990-х и 2000-х годов.
Женат, имеет трёх сыновей.